# Klubbspindling
Klubbspindling (Cortinarius varius) är en svampart som först beskrevs av Jakob Christan Schaeffer, och fick sitt nu gällande namn av Elias Fries 1838. Klubbspindling ingår i släktet Cortinarius och familjen spindlingar.  Arten är reproducerande i Sverige. Inga underarter finns listade i Catalogue of Life.

## Källor

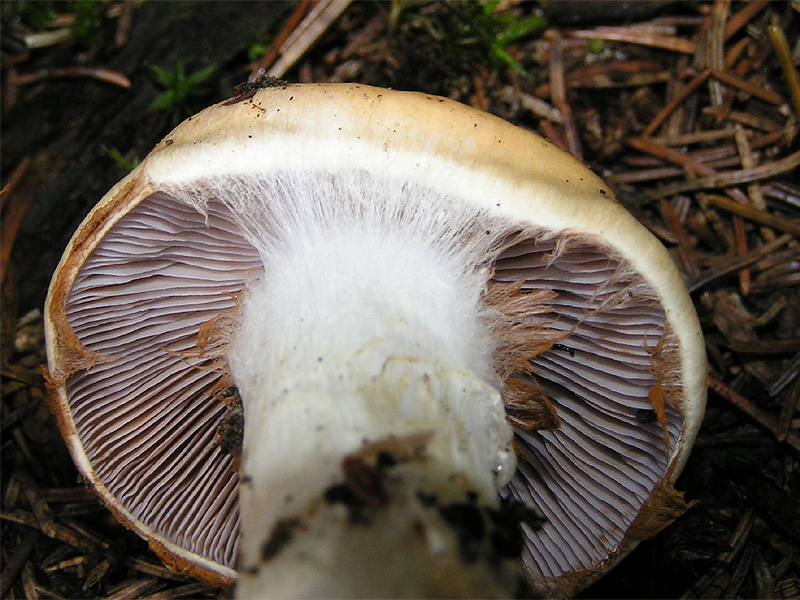